# Saldanha Sinus
Il Saldanha Sinus è una struttura geologica della superficie di Titano.